# Friedrich Willich (Politiker)
Wilhelm Friedrich Willich (* 2. August 1846 in Seckbach; † 29. November 1917 in Birkenfeld) war ein oldenburgischer Regierungsbeamter und von 1909 bis 1917 Regierungspräsident im Fürstentum Birkenfeld.

## Leben
Willich entstammte ursprünglich einer pommerschen Pfarrerfamilie. Sein Urgroßvater (vermutlich Michael Lorentz Willig) war Bürgermeister Göttingens und sein Großvater Konrektor in Hanau. Willichs Vater war der Seckbacher Pfarrer Philipp Carl Willich (1806–1882), der 1851 als Seminardirektor (später Geheimer Schulrat) an das Evangelische Lehrerseminar Oldenburg berufen worden war. Willich wuchs in Oldenburg auf und besuchte dort das Alte Gymnasium. Anschließend studierte er Rechtswissenschaften an den Universitäten Heidelberg und Göttingen.
Ab 1873 war er als Sekretär und Hilfsrichter am Obergericht Varel tätig. 1874 kam er als Gerichtsassessor nach Vechta, wo er 1878 Amtsrichter und 1883 Oberamtsrichter wurde. 1884 war er als Amtshauptmann der leitende Verwaltungsbeamte des Amtes Brake. 1887 wurde er zum Vortragenden Rat im Staatsministerium des Großherzogtums ernannt, wobei er für die Departements der Justiz und der Kirchen und Schulen zuständig war. Außerdem erhielt er die Amtsbezeichnung eines Ministerialrats. 1893 erfolgte Willichs Ernennung zum Geheimen Ministerialrat und 1899 die zum Geheimen Oberregierungsrat. Nach der Auflösung der oldenburgischen Regierung unter dem Staatsminister Günther Jansen übernahm Willich am 20. August 1900 den Vorsitz des Staatsministeriums, in dem er als Minister des Innern, des Großherzoglichen Hauses und des Auswärtigen fungierte. Kurz darauf wurde er außerdem zum oldenburgischen Bevollmächtigten beim Bundesrat ernannt. Als Staatsminister setzte Willich die von seinem Vorgänger verweigerte Erhöhung der Zivilliste für den Großherzog Friedrich August durch. Als er allerdings den Katholiken Franz Driver nicht zum Regierungspräsidenten des Fürstentums Lübeck, einer oldenburgischen Exklave, ernennen wollte, wurde er nach scharfen Angriffen am 17. August 1908 zur Disposition gestellt und am 1. Mai 1909 als Regierungspräsident in das Fürstentum Birkenfeld versetzt. Nach seinem plötzlichen Tod im Herbst 1917 wurde Hermann Pralle sein kommissarischer Amtsnachfolger.
Willich gehörte seit 1898 gehörte er der Literarischen Gesellschaft in Oldenburg an.

## Familie
Willich heiratete Christine Wilhelmine Antonie geb. Berding (1854–1937), die Tochter eines Rechtsanwalts in Vechta. Das Paar hatte mindestens drei Kinder, darunter die Lehrerin und Autorin Franziska Emma Willich (1888–1970). Sein Bruder Wilhelm Albert Willich (* 1845) war Landesgerichtspräsident in Ellwangen. Ein Bruder seines Urgroßvaters wurde 1786 geadelt, ein Bruder seines Großvaters 1810.